# Metropolici kruticcy
Metropolita kołomieński i kruticki (ros. Митрополит Коломенский и Крутицкий).

## Rys historyczny
Za poprzednika metropolii krutickiej uważane jest biskupstwo sarajskie i podońskie. Jedna z siedzib zarządzających nim biskupów znajdowała się na moskiewskich Kruticach. Metropolia kruticka utworzona została w 1569. Jej zwierzchnicy nosili jednak nadal tytuły także biskupów sarajskich i podońskich. Ostatnim biskupem noszącym te tytuły był Leonid (do 1742). Jego następca miał już tytuł biskupa krutickiego. Od 1764 diecezja nosiła nazwę krutickiej i możajskiej. Zlikwidowana została w 1788. Reaktywował ją w 1918 patriarcha Tichon. Obecnie metropolita kruticki jest stałym członkiem Świętego Synodu Rosyjskiej Cerkwi Prawosławnej i pełni funkcję wikariusza Patriarchy do spraw zarządzania diecezją (od 2021 r. metropolią) moskiewską. Do tytułu metropolity krutickiego w 1947 dodane zostało sformułowanie „i kołomieński”.

## Lista metropolitów krutickichRosyjskiej Cerkwi Prawosławnej
- 1658–1667 – Pitirim
- 1754–1757 – Hilary
- 1771–1775 – Samuel
- 1918–1920 – Nikander
- 1920–1922 – Euzebiusz
- 1925–1936 – Piotr
- 1944–1960 – Mikołaj
- 1960–1963 – Pitirim
- 1963–1971 – Pimen
- 1971–1977 – Serafin
- 1977–2021 – Juwenaliusz
- od 2021 – Paweł